# Aurila ornellasae
Aurila ornellasae is een mosselkreeftjessoort uit de familie van de Hemicytheridae. De wetenschappelijke naam van de soort is voor het eerst geldig gepubliceerd in 2003 door Coimbra & Bergue.